# BA-10
Sovětský obrněný automobil BA-10 byl dalším z typů řady BA, které vyráběl závod GAZ. Byl vyvinutý roku 1937 a vyráběn od roku 1938 do roku 1939, přičemž produkce dosáhla 1370 obrněných vozů. BA-10 měl oproti starším typům zesílenou přední osu, zlepšený brzdící systém, nové teleskopické a periskopové pozorovací prvky, ochranný kryt na kulometnou montáž a další. V letech 1940–1941 byl vyráběn modernizovaný typ BA-10M, vyrobeno bylo 1940 kusů. Byly vyráběny i typy pro průzkum na kolejích.
BA-10 a BA-10M byly intenzivně používány jak v Zimní válce proti Finsku, tak i proti Japonsku. Byl používán i v počátečním období Velké vlastenecké války, přičemž značné množství vozidel bylo ukořistěno wehrmachtem. Jako kořistní vozy je používalo také Finsko. 